# Villa Pérochon
La Villa Pérochon est un centre d'art contemporain photographique basé à Niort.

## Description
En 1994, l’association Pour l’Instant regroupe des amateurs de photographie. Elle organise des rencontres photographiques européennes, chaque année, en été. En 2007, ces rencontres s'ouvrent sur la création de tous les continents et deviennent les rencontres de la jeune photographie internationale.
En 2011, l'association Pour l’Instant, la ville de Niort et la région Poitou-Charentes lancent le projet de création de centre d’art contemporain photographique. Celui-ci ouvre en mars 2013. Il occupe la maison de l'écrivain Ernest Pérochon, qui a reçu le prix Goncourt en 1920. C'est le sixième centre d'art contemporain photographique (CACP) en France.
La Villa Pérochon présente la création de jeunes artistes avec la programmation annuelle des Rencontres de la jeune photographie internationale. Elle mène également une réflexion sur les enjeux de la photographie contemporaine en confrontant artistes reconnus et jeunes artistes.
En 2018, la Villa Pérochon reçoit le label Centre d'art contemporain d'intérêt national par le ministère de la Culture.

## Articles annexes
- Liste des centres de la photographie en France
- Photographie contemporaine